# Lucas Córdoba
Lucas Alejandro Córdoba (Chicoana, provincia de Salta 28 de noviembre de 1841-Quilino, provincia de Córdoba 29 de julio de 1913) fue un militar y político argentino, gobernador de la provincia de Tucumán en dos períodos alternos.

## Biografía
Hijo de Esther Luna y Liendo y del militar Nabor Córdoba Helguero, tucumanos, nació el 28 de noviembre de 1841 en Chicoana, provincia de Salta, residencia transitoria de la familia por motivos políticos. Fue educado inicialmente en Copiapó y, luego de la batalla de Caseros, en el Colegio San Ignacio, de Buenos Aires y en el Colegio del Uruguay. Comenzó a estudiar Derecho en la Universidad de Córdoba, abandonando para incorporarse a las filas del ejército.
Contrajo matrimonio el 1.º de mayo de 1864 en la provincia de La Rioja con Mercedes Granillo de la Colina. Segundas nupcias en San Miguel de Tucumán el 20 de mayo de 1874 con Mercedes Arias Guerra.
Participó en las campañas contra el Chacho Peñaloza y Felipe Varela. Estuvo presente en los combates de Lomas Blancas, Las Playas, Pocitos y Pozo de Vargas, entre otros. Fue secretario de Julio Argentino Roca en la campaña del Desierto. En 1893, revistando como teniente coronel, fue designado jefe de la policía militar de la provincia de Tucumán durante la intervención federal del general Francisco Bosch.
En 1894 asumió como ministro de Gobierno de Benjamín Aráoz, y ante el repentino fallecimiento de éste en 1895, fue elegido gobernador de la provincia de Tucumán. Al finalizar su mandato en 1898, asumió como senador en el Congreso de la Nación, y luego, por segunda vez gobernador de la provincia de Tucumán, de 1901 hasta 1904.
Sancionó la Ley de Riego, que terminó con los abusos de una elite de propietarios: el agua era de toda la población y se debía distribuir entre todos. Además, se ocupó de que la ciudad dejara de beber de pozos y aljibes. Su antecesor había obtenido un empréstito nacional de un millón de pesos y logrado el concurso del máximo experto, el ingeniero César Cipolletti, para encargarle la gran obra de las aguas corrientes para Tucumán. Aplicó todo su esfuerzo para que el proyecto se llevara a cabo, e inauguró el servicio en 1898. Envió a la Legislatura varios proyectos de ley sobre el agua: la represa de El Cajón, el dique La Aguadita, canales en toda la provincia y el dique El Cadillal. En educación, cambió todos los planes de estudio, transformó las escuelas y fundó más de medio centenar de establecimientos primarios nuevos, además de dos escuelas superiores, una para preparar a los docentes, el Gimnasio Escolar y el primer Jardín de Infantes que conoció Tucumán. Fundó el Banco de la Provincia de Tucumán.

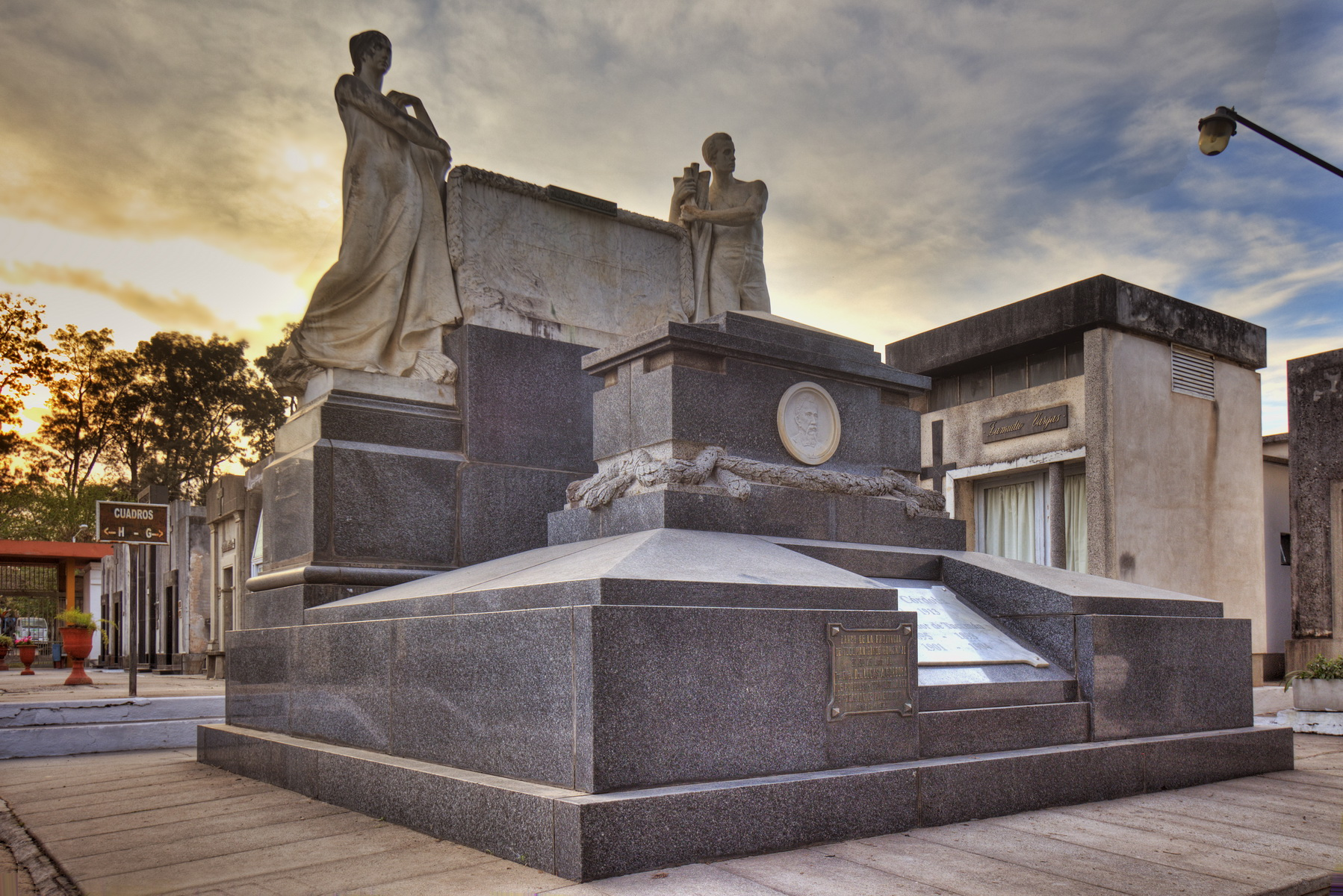
Sepulcro del coronel Lucas Córdoba.

Falleció el 29 de julio de 1913 en Quilino, provincia de Córdoba donde residió en sus meses postreros buscando alivio a la afección respiratoria que padecía.